# Шаповалов Олексій Валерійович
Олексій Валерійович Шаповалов (нар. 14 травня 1977) — український футболіст, нападник.

## Життєпис
Футбольну кар'єру розпочав 1994 року в аматорському клубі «Дружба» (Магдалинівка).
У чемпіонаті України виступав у складі «Миколаєва», де провів 14 матчів, 7 з яких — у вищій лізі. Дебютний матч: 23 березня 1996 року «Чорноморець» (Одеса) - СК «Миколаїв», 1:0.
З 1997 року захищав кольори клубу «Агровест» / «Керамік» (Новоолександрівка) спочатку в аматорському чемпіонаті України, а потім і в чемпіонаті Дніпропетровської області.
У 2000 році в рамках розіграшу Кубку України провів один матч за «Торпедо» (Запоріжжя).